# Ödmeiersrieth
Ödmeiersrieth ist ein Ortsteil des Marktes Eslarn im oberpfälzischen Landkreis Neustadt an der Waldnaab.

## Geographische Lage
Der Weiler Ödmeiersrieth liegt etwa 3 km südlich von Eslarn. Die Nachbarorte sind im Nordwesten Heckermühle, im Osten Gerstbräu, im Südosten Lindauer Waldhaus, und im Südwesten Premhof.

## Geschichte
Zum Stichtag 23. März 1913 (Osterfest) wurde Ödmeiersrieth als Teil der Pfarrei Eslarn mit 7 Häusern und 42 Einwohnern aufgeführt.
Am 31. Dezember 1990 hatte Ödmeiersrieth 20 Einwohner und gehörte zur Pfarrei Eslarn.